# Howard Baker
Howard Henry Baker Jr. (15. listopadu 1925, Huntsville, Tennessee – 26. června 2014, Huntsville, Tennessee) byl americký diplomat a politik za Republikánskou stranu USA. V letech 1967–1985 působil jako senátor Senátu USA za stát Tennessee. V letech 1977–1981 vedl v Senátu demokratickou menšinu a v letech 1981–1985 demokratickou většinu.
V roce 1980 usiloval o republikánskou nominaci na prezidenta Spojených států, ale po brzkém neúspěchu z primárek odstoupil. Ve vládě Ronalda Reagana krátce působil jako ředitel Bílého domu. Svou profesní kariéru završil diplomatickým postem v Japonsku.